# 孫盛 (孫呉)
孫 盛（そん せい、生没年不詳）は、中国三国時代の呉の将軍。

## 生涯
黄武元年（222年）、魏の曹真、夏侯尚、張郃らが呉の朱然が防衛する江陵に攻め入った。孫盛は1万の兵を率いて援軍に赴き、長江の中州に砦を築いて朱然を助けた。だが、艦隊を率いて中州の砦を攻めた張郃に敗れて退却し、中州の砦を奪われた。孫盛が敗走し砦を奪われたので、朱然は外部との連絡を絶たれてしまった。正史『三国志』には、孫盛について、これだけしか記されていない。